# Bill Finger
Bill Finger, właśc. Milton Finger (ur. 8 lutego 1914 w Denver, zm. 18 stycznia 1974 tamże) – amerykański scenarzysta komiksów. Współtwórca (wraz z rysownikiem Bobem Kane'em) postaci Batmana dla wydawnictwa DC Comics (rok 1939). Bill Finger jest również twórcą postaci oraz koncepcji serii Green Lantern (DC Comics, rok 1940).
Finger był zmuszony zmienić swoje imię ze względu na skojarzenia z jego żydowskim pochodzeniem. Jako Bill Finger znalazł pracę w sklepie z obuwiem oraz zaczął pracować nad scenariuszami do komiksów.
Po zleceniu przez wydawcę stworzenia nowej postaci na miarę Supermana, Bob Kane zwrócił się o pomoc do Fingera, z którym wcześniej pracował nad Rusty and Clip Carson. Scenarzysta wprowadził wiele zmian w koncepcie bohatera, wtedy jeszcze nazywanego Bat-Manem. Bob Kane zastosował wszystkie uwagi współpracownika, a następnie oddał gotową postać. W zawartej umowie z wydawcą, stworzenie postaci Batmana przypisał tylko własnej osobie.
Bill Finger był odpowiedzialny za wiele elementów mitologii postaci Batmana, które funkcjonują do dziś. Nazwał miasto bohatera (Gotham City), wprowadził postać Jamesa Gordona, Robina, Riddlera i wielu innych. Tworzył scenariusze do komiksów z Batmanem od początku po przełom lat 60. i 70.
18 września 2015 roku ogłoszono, że Bill Finger zostanie oficjalnie uznany za współtwórcę Batmana w serialu Gotham oraz filmie Batman v Superman: Świt sprawiedliwości. Zaczynając od października tego samego roku, w komiksach pojawiła się także zaktualizowana notka autorska – Created by Bob Kane with Bill Finger.
Bill Finger znajduje się w The Will Eisner Award Hall of Fame (od 1999 r.) oraz w Jack Kirby Hall of Fame (od 1994 r.). Od 2005 r. przyznawana jest The Bill Finger Award For Excellence In Comic Book Writing (nagroda dla twórców scenariuszy komiksów). Nagroda została ufundowana przez Jerry’ego Robinsona.